# Tipula sciariformis
Tipula sciariformis är en tvåvingeart som beskrevs av Enrico Adelelmo Brunetti 1911. Tipula sciariformis ingår i släktet Tipula och familjen storharkrankar.
Artens utbredningsområde är Vietnam. Inga underarter finns listade i Catalogue of Life.